# Naďa Urbánková
Naďa Urbánková, rodným jménem Naděžda Balabánová, (30. června 1939 Nová Paka – 3. února 2023 Praha) byla česká zpěvačka, herečka a moderátorka. Její dcera Jana Fabiánová je zpěvačka. Jejím manželem byl český herec Karel Urbánek.

## Životopis
V roce 1957 absolvovala střední zdravotní školu v Trutnově jako zdravotní sestra. V roce 1959 debutovala jako herečka v Pardubickém divadle a pak působila v pražské Laterně magice. V roce 1964 ji režisér Ján Roháč angažoval do filmu Kdyby tisíc klarinetů a především do pražského divadla Semafor, kde se stala výraznou osobností jeho vrcholné éry. Pravidelně vystupovala v rámci Návštěvních dnů Šimka a Grossmanna; Jiří Grossmann pro ni napsal texty k jejím velkým hitům Drahý můj a Závidím. Ve scénkách působila (vedle Zuzany Burianové) jako světlovlasý protipól Miluše Voborníkové, svéráznou součástí jejího stylu bylo vystupování v brýlích.
Od roku 1969 byla členkou (rovněž semaforské) kapely Country Beat Jiřího Brabce. V roce 1972 se vyhoupla na první místo ve čtenářské anketě Zlatý slavík, kde setrvala plných pět let. S Country Beatem absolvovala několik významných zájezdů do zahraničí, mimo jiné též do Nashville v Tennessee, metropole country music v USA. V dalších letech pak spolupracovala s orchestrem Václava Hybše, působila v pražském Hudebním divadle v Karlíně. Odtud se nakrátko vrátila k Jiřímu Brabcovi.
Měla 8 let trvající partnerský vztah s Josefem Abrhámem, seznámili se spolu v roce 1968 při natáčení TV inscenace Bahno.
V roce 1990 se provdala do Švýcarska a odmlčela se na čas úplně. Po velkých problémech v osobním životě, krachu v podnikání a nezdarech v politice se po létech vrátila zpět ke zpěvu a veřejnému vystupování, navázala spolupráci se skupinou Bokomara. Od roku 2007 moderovala pořad Písničky pro Vysočinu na Českém rozhlase Region. Žila v Želivě.
Zemřela 3. února 2023 na komplikace spojené s následky po rakovině prsu a prodělaným onemocněním covid-19.

## Filmografie, výběr

### Televize
- 1967 Sedm žen Alfonse Karáska
- 1969 Bahno (TV adaptace povídky Antona Pavloviče Čechova) – role: mladá žena
- 1970 Radúz a Mahulena – role: sestra Mahuleny
- 1970 Písničky roku
- 1971 Písničky roku
- 2000 Vzlety a pády
- 2018 Rapl 2

### Film
- 1964 Kdyby tisíc klarinetů
- 1965 Zločin v dívčí škole
- 1966 Ostře sledované vlaky – Viktoria Freie
- 1967 Pension pro svobodné pány – dáma
- 1968 Ach ta vojna
- 1968 Rakev ve snu viděti…
- 1969 Čierna minúta
- 1969 Dospěláci můžou všechno
- 1969 Skřivánci na niti – Lenka
- 1970 Nevěsta
- 1970 Lucie a zázraky
- 1970 Radúz a Mahulena
- 1975 Romance za korunu
- 1976 Na samotě u lesa – paní Zvonová
- 1979 Hodinářova svatební cesta korálovým mořem (zpěv)
- 1983 Fandy, ó Fandy (zpěv)
- 1987 Nemožná
- 1998 Když bylo PERPLEXU 16 milimetrů

## Ocenění

### 1. místo v kategorii zpěvaček
- anketa Zlatý slavík 1972
- anketa Zlatý slavík 1973
- anketa Zlatý slavík 1974
- anketa Zlatý slavík 1975
- anketa Zlatý slavík 1976

## Diskografie
- 1974 24 hodin s Naďou Urbánkovou – LP
- 1979 Naďa – LP
- 1995 20× Naďa Urbánková – Sony Music/Bonton, CD (Naďa Urbánková, Country Beat Jiřího Brabce – /výběr písní 1967–1983/)
- 2000 Drahý můj – Venkow, CD
- 2001 Zlaté hity – Popron Music, MC, CD
- 2003 Gold – Popron Music, CD
- 2003 Naďa Urbánková – Areca Multimedia, MC, CD (Edice – Portréty českých hvězd)
- 2004 Závidím – Naďa Urbánková zpívá Jiřího Grossmanna, – Supraphon
- 2007 Pouť na Želiv – Naďa Urbánková a Bokomara, ARECA Music, CD, AM 80450-2. (Želiv)
- 2009 Pop galerie – Naďa Urbánková

## Kompilace
- 1988 Vůně jehličí – Supraphon, LP – 01. Vůně jehličí, 07. Tiše padá sníh, 10. Vánoční zvonky (Jingle Bell Rock), 12. Ráda bych k Betlému, 15. Veselé vánoce – Naďa Urbánková, Pavel Bartoň, Viktor Preiss, Iveta Bartošová, Rudolf Hrušínský, Luděk Munzar a Jana Hlaváčová.
- 1993 Hybš hraje písničky Karla Hašlera – Supraphon (1, 3–5)
- 2003 To byl váš hit – 70. léta – Levné Knihy – 02. Půlnoc je období zlé
- 2005 Hit-paráda 70. léta – Supraphon – 20. Naďa Urbánková – Závidím cd 2
- 2006 Už z hor zní zvon – Supraphon – 16. Padá sníh – Helena Vondráčková, Naďa Urbánková, Zdeněk Pulec, 17. Rolničky – Naďa Urbánková a Karel Gott.
- 2007 38 originálních nahrávek největších hitů – Karel Svoboda – Supraphon – 05. Bílé tulipány
- 2007 Hold Johnnymu Cashovi – 09. Jackson – Jiří Grossmann a Naďa Urbánková
- 2007 Nejlepší country výběr všech dob – Universal Music – 21. Závidím (Il ragazzo della via gluck) – cd1, 05. Tobě náležel čas (Don’t Wanna Play House) – cd 2